# Alaptus aureus
Alaptus aureus är en stekelart som beskrevs av Girault 1920. Alaptus aureus ingår i släktet Alaptus och familjen dvärgsteklar. Inga underarter finns listade i Catalogue of Life.